# Baktakék
Baktakék község Borsod-Abaúj-Zemplén vármegye Encsi járásában.

## Fekvése és földrajza

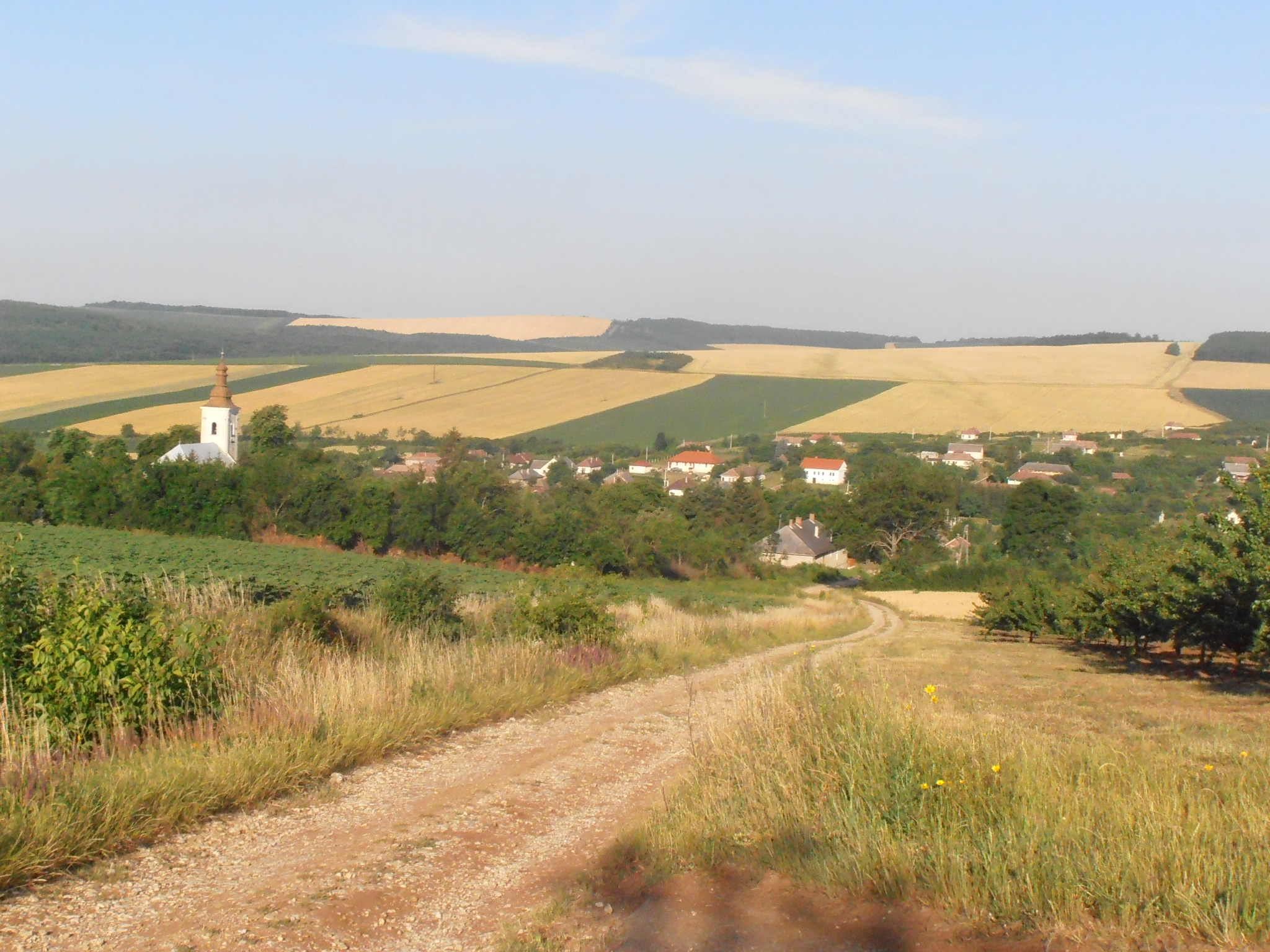
Baktakék

A település a Cserehát központi községe. Miskolctól 40 kilométerre északkeletre fekszik a Száraz-völgy középső részén. Egy része dombos területre épült. A csereháti dombvidék az Északi-középhegység tájai közé tartozik; beékelődik az Észak-borsodi-karszthegység és a Hernád folyó völgye közé.
A faluval közvetlenül határos települések: észak felől Alsógagy, északkelet felől Fáj, kelet felől Fancsal, dél felől Beret, délnyugat felől Selyeb, nyugat felől Abaújszolnok, északnyugat felől pedig Gagyapáti.
A számtalan patak és csermely közül, melyek a Hernádba ömlenek, a települést a Vasonca-patak szeli át. A dombság legnagyobb részét szántóföldek borítják. A leggyakoribb védett növény a gumós macskahere. Sokfelé megtalálható a tájidegen akác, és a hagyásfák is gyakoriak. A ragadozó madarak közül mindennapos vendég az egerészölyv, és gyakori az őz, a vaddisznó és a róka is. A vidék sok lepkefajnak is otthona.

### Megközelítése
Több irányból is érintik a települést közlekedési útvonalak: észak-déli irányból, a Száraz-völgy irányával párhuzamosan a 3-as főút kázsmárki szakaszától az országhatárig vezető 2624-es út; az ebből a 13+750-es kilométerszelvénye közelében kelet felé kiágazó és  Fancsalon át Forróra vezető 2625-ös út; nyugat felől pedig a 14+350-es kilométerszelvényénél az Abaújszolnok felé vivő 2623-as út.

## Története

### Középkor
A település két falu, Bakta és Kék (Szárazkék) egyesítésével keletkezett. A Bakta név szláv eredetű, személynévből származik. Kék évszázadokon keresztül a Kéty nevet viselte, amely csak az újkorban kezdett a népi etimológiának köszönhetően lassan Kékre változni. A Kéty név eredete ismeretlen, az egyes nyelvészeknél felbukkanó ’félköríves holtág’ jelentés az Abaúj vármegyei falu esetében elképzelhetetlen. Mindkét falu a Vasonca-patak völgyében, a patak mentén húzódó út közelében feküdt.
Kéty utcája a Vasonca egyik bal oldali mellékfolyásának két oldalán alakult ki. Külterületei e patak két oldalán, de elsősorban a bal oldalán terültek el. Első említése 1272-ből maradt fenn, amikor Bakta egyik határosaként említették. Ekkor királyi föld volt. 1336-ban egy Fáj határában volt, de a török korban elpusztult település, Papi szomszédjaként írtak róla, ahol 1427-ben a kamara haszna nevű királyi adó szedői tíz paraszti telken hajtották be az adót. Ekkor Abaúj vármegyének a Hernádtól nyugatra fekvő járásához tartozott, s földesura Szőlősi Balázs volt. A településtörténeti irodalomban az e faluval kapcsolatba hozott adatok nagy része valójában Kécsre, azaz a mai Fulókércsre vonatkozik.
Bakta első említése is 1272-ből maradt ránk. V. István magyar király szolgálataiért Istvánnak és Csókának adományozta Bakta egy részét, Csőszabaktát. A név a közelben húzódó Árpád-kori védővonal, a gyepű védőinek, csőszeinek nevét őrzi. Az Árpád-korban a környék több településén is voltak ilyen feladatot ellátó lakók. A testvérpár a királynak akkor tett nagy szolgálatot, amikor az apja, IV. Béla magyar király ellen harcolt. István és Csóka is megsérültek az erdélyi Feketehalom ostrománál. Alacsony sorból emelkedtek fel, a király az adománnyal együtt emelte őket a királyi szerviensek közé. Leszármazóik ettől fogva Baktaiaknak hívták magukat, és százötven évvel később azért változtatták nevüket Csőszbaktaira, hogy ezzel is jelezzék rokonságukat az egykori birtokszerzőkkel. Ekkor őseik sérült pecsétes oklevelét megerősíttették Zsigmond királlyal. A Vasonca nyugati oldalán fekvő Csőszbakta Torna vármegyéhez tartozott, de István király a földet az adománnyal együtt kivette a vármegye joghatósága alól. Későbbi történelme során a falu mindig Abaúj vármegye része volt. A Vasonca-pataktól nyugatra fekvő földek, így a szomszédos Bereten is a tornai ispánsághoz tartoztak. Csőszbakta a későbbi Baktának csak a Vasonca jobb oldali, kisebb, északnyugati szegletét jelentette. Déli határa a Vasonca-pataknál kezdődött, a patak mentén eljutott Kéty és Bakta határáig, ahol egy rét, majd a Dékángyümölcse nevű gyümölcsös, végül Gagy és Bakta határai következtek. Itt elhagyta a Vasoncát és észak felé fordult. Egy domboldalon a Pöterdeje nevű erdő, újabb dombok, egy nagy út, amelyen kelet felé haladva Apáti – a mai Gagyapáti – és Bakta kettős, majd Bakta, Apáti és Szolnok – a mai Abaújszolnok – hármas határai következtek, ahol a határvonal dél felé fordult addig a helyig, ahol Bakta, a Simonlaka nevű föld és Szolnok hármas határjele állt. Innen tovább dél felé egy dombon át, majd egy úton haladva Ternye, majd a Simonlaka nevű földhöz jutott, és visszatért a kiinduló ponthoz. Az itt felsorolt földrajzi nevek közül csak a patak és a falvak nevei éltek tovább, de körülbelül ugyanott, ahol a Dékángyümölcse nevű gyümölcsös feküdt, a 19. század második felében is cseresznyéskert volt.
A falu más részeit egy szintén Baktai nevű család birtokolta, amely Abaúj vármegye jómódú nemes famíliái közé tartozott, és amelynek a szomszédos Bereten és Enyickén – a mai Haniskán Szlovákiában – is voltak birtokai. Ez a család az Ákos nemzetségből származott. 1340-ben más megyebéli nemesek mellett őket is kivette a király az ország bíráinak joghatósága alól, és saját személyes bíróság alá rendelte. 1403-ban a Dobi család is szerzett itt birtokot, a 15. század második felében pedig Körösközi László kezén volt egy része. 1477-ben arra hivatkozva, hogy a királyra háramlott jószágról van szó, Huszti Bálint, a királyi gyalogok vezére kérte fel magának Mátyás királytól, de az adományozás a túlélő rokonok ellenállásán meghiúsult.
1333-ban Fancsal, 1336-ban Papi egyik szomszédjaként említették. 1427-ben a kamara haszna nevű királyi adó szedői nyolc paraszti telken hajtották be az adót. Ötnek Baktai Zsigmond, háromnak Baktai Jakab özvegye volt a földesura. A falu Abaúj vármegyének a Hernádtól nyugatra fekvő járásába volt besorolva.
Kétynek nem, de Baktának a 14. század elején biztosan volt plébánia jogállású egyháza. Pál nevű papja 1332-ben 18, 1333-ban 16, 1334-ben 9, 1335-ben pedig 8 garast fizetett a pápai tizedszedőknek.

### Kora újkor
A középkori Kéty és Bakta a kora újkorban is két önálló falu maradt, birtokosaik is különböztek, sorsuk azonban több ponton összefonódott. Osztoztak a csereháti falvak török kori, nem egyszer tragikus történetében is. Bakta falunak további két részét említik a 16. századi források: Egyházas-Baktát és a középkori Ternye nevű föld emlékét őrző Ternye-Baktát. Ternye-Bakta különállása a 17. században is fennmaradt, Egyházas-Baktát pedig Csincs-Bakta néven is ismerték 1632-ben. Ismert a kora újkori falu Csősz-Bakta vagy Lese-Bakta nevű része is. A középkori Baktai (Baktay) család továbbra is birtokos volt Baktán, 1552-ben Baktai György az egyik földesúr, aki 56 Ft-ért birtokostársa, Senyei Andrásné összes ternye-baktai birtokát zálogba vette. Ternye-Baktán a Ternyei családnak is volt érdekeltsége, 1566-ban Ternyei Balázs Ternye-Bakta (egyik) földesura volt. A rovásadó jegyzéke szerint 1552-ben Baktai Máté (Baktai György fia) volt a falu földesura, s még 1553-ban is a Baktai-nemesek jobbágyai éltek itt. 1588-ban özvegy Baktai Györgyné neve szerepelt a falu birtokosai között. Baktára a 16. század második felében jellemző volt a török kori Cserehát birtokjogi sajátossága, a birtokosi közösség, az ún. conpossessoratus, amelyben több nemeshez vagy nemes családhoz megosztva tartozott egy birtok, amelyet a földesurak jobbágytelkenként, jobbágyonként osztottak meg egymás között. A jórészt Abaúj vármegyéből, illetve a Cserehátról származó birtokos családokat legtöbbször rokoni kapcsolatok fűzték egymáshoz, s több birtokos is házastársa révén lett Bakta földesura. A középkori eredetű és az újkorban elpusztult, valaha a mai Baktakék és Fáj határában feküdt Papi faluból származó Papi nemeseknek is volt Baktán birtokuk. 1564-ben Papi László lányai, Becskeházi Orbánné Anna és Fuló Balázsné Zsófia tiltakoztak Abaúj vármegyénél, mert rokonuk, Papi Bálint el akarta idegeníteni baktai és bereti birtokaikat. Papi Anna férjének, Becskeházi Orbánnak Torna vármegyei eredetű, Becskeházi (Orros) nevű családja egyébként már a 15. században birtokot szerzett a gagyi Báthoriaktól a Csereháton, a 16. század közepén pedig Becskeházi Orbán több csereháti birtokra is királyi adományt kapott, köztük Egyházas-Bakta és Ternye-Bakta falvak birtokrészeire. A középkori eredetű abaúji Fuló család szendi és korlátfalvi ágából is igényt tartottak Baktára a 16. század második felében, 1570-ben ugyanis szendi Fuló Máté és korlátfalvi Fuló Mihály, valamint Gortvai Mihályné Fuló Anna és Szemere Gergelyné Fuló Magdolna (†1616) több abaúji birtokban (Bakta, Céce, Szala, Bakóháza) és a szabolcsi Báj faluban is kapott királyi adományt.
1641-ben Szalkay György fiát, Istvánt, illetve Abaffi Istvánné Putnoky Zsófiát nevezték meg uraiknak a baktai jobbágyok. A 17. század második felében sem változtak a birtokos családok, 1670-ben a szemerei kastély ura, Szemere Pál (†1652) országgyűlési követ, kamarai tanácsos és Putnoky Klára (†1667) fia szemerei Szemere László (†1677), 1667–1672 között zempléni alispán volt az egyik baktai birtokos, amikor a Wesselényi-féle szervezkedésben való részvételére vonatkozó, de minden alapot nélkülöző vádak alapján 1670-ben elfogták, apró baktai és kétyi birtokrészét is elkobozták, de végül kegyelmet kapott, és 1675-ben ismét ő lett Bakta egyik földesura. Ugyanakkor a Wesselényi-szervezkedésben valóban tevőlegesen részt vett és elítélt felsőszendi Fuló Miklósnak (†1677) is volt birtoka Tőkés-Baktán, de a falunak ez a része 1670 körül már puszta volt. Ifj. Monaky Ferencnek (ifj. Monaky István fiának) a felesége, Bodó Mária 1706-ban írt végrendeletében baktai házhelyét rokonára, Szuhay Annára és férjére, Szemere Gáborra hagyta. A 17. század második felében lezajlott Habsburg-ellenes rendi felkelésben Szemere Zsigmond és Szemere Pál Baktán élő nemesek is részt vettek.
Bakta szomszédja, Kéty falu birtokosa 1552-ben Fügedi (Figedy) Péter 1572-ben abaúji táblabíró, az abaúji Figedy család tagja volt. Tőle Kéty fele részét fia, Figedy István (†1576) örökölte, de a portális adójegyzék 1578-ban már a Sáros vármegyei származású nemest, ifj. kapivári Kapy Ferencet nevezte meg birtokosként, aki elesett a mezőkeresztesi csatában, így 1596-ban már az özvegye (Ormándy Ilona) volt a falu birtokosa. Kapy Ferenc Bornemisza Péter (1535–1584) evangélikus lelkész és író barátja volt, s minden bizonnyal Figedy Péter fiától, Istvántól (†1576) szerezte meg a baktai birtokot, Figedy ugyanis több birtokát (Fulókércs, Bűd, Füged) is eladta Kapy Ferencnek. Kapy Ferenc fia, Kapy Zsigmond királyi tanácsos (felesége pécsújfalusi Péchy Klára) 1593-ban a Figedy/Fügedi család több egykori abaúji falubeli birtokrészére is királyi adományt szerzett. Ő örökölt egy kétyi birtokrészt is több abaúji birtokkal (Fancsal, Szín, Sáp) együtt, s így ő lett Kéty egyik földesura, de a Szemere családnak is megmaradt a birtokjoga. 1670-ben azonban a szervezkedésért koholt vádak alapján elítélt Szemere László (†1677) kétyi birtokrésze már teljesen puszta volt.
Bakta és Kéty romló életviszonyainak további tragikus zuhanásához hozzájárult, hogy 1599-ben tatárok pusztítottak a vidéken, ráadásul a felső-magyarországi főkapitányságra frissen kinevezett Giorgio Basta (1550–1607) a tatár hadak ellen az abaúji Méra mellett vonta össze csapatait, s az itt felállított tábor királyi katonasága is részt vett a csereháti falvak kifosztásában. Minderről maguk a jobbágyok vallottak az adószedőknek.
A jobbágyok társadalmi emelkedése, a taksás nemesi státus elnyerése Kétyre is jellemző volt a 17. század elején, s 1618-ban Kéty taksás faluként szerepelt az adójegyzékben, melynek lakosai összesen 3 Ft adót fizettek. A falut továbbra is taksás településként kezelték az adórovók, 1635-ben 1 Ft 25 dénár volt a taksájuk. Bakta lakosai 1624-ben úgy nyilatkoztak a dézsmaszedőknek, hogy a falu, Alsó- és Felsőgagyhoz hasonlóan nemesi telkekből áll, ezért nem fizetnek dézsmát, a dézsmaszedők szerint viszont két jobbágy is nemesi telken lakott. A rendi ellenállásban és a harcokban jobbágyok és taksás nemesek is részt vettek, s 1668-ban Baktáról 2 nemes (Szemere Zsigmond és Szemere Pál) is részt vett abban a rajtaütésben, amelyet a kurucok a szomolnoki pénzszállítmány ellen követtek el. A zsákmányból is részesültek.
1640-ben az Abaúj vármegye jegyzőkönyvébe bejegyzett korabeli tanúvallomás szerint a törökök „nagy kegyetlenül rablották Felső-, Alsó-Gagyot, Kércset és Baktát, iszonyú égetéseket tevén, amely helyekből keresztény atyánkfiai közül kiket levágott, kiket megégetett, kiket kegyetlenül rabságra vittek, összességgel teszen hétszázig, mely kegyetlen rablások miatt kényszerítettek meghódolni Alsógagy, Bakta, Beret és Detek”. Bakta a szomszédos csereháti falvakkal együtt így került török uralom alá, amely egyszerre jelentette a szultáni, azaz oszmán állami hatalmat és a török földesurat. Bakta ettől kezdve a Hódoltság peremvidékének azon helységei közé tartozott egészen Eger 1687. évi törökök alóli felszabadításáig, amelyek kettős adózás alá estek, azaz a Magyar Királyság és a magyar földesurak mellett a törökök is adóval és járulékokkal terhelték őket.
1645-ben a dézsmaszedők nem tudták Baktán a dézsmát behajtani, mivel Sáp, Beret és Bakta falvak – a döghalál és egyéb viszontagságokat túlélt – maradék lakossága jórészt elmenekült Forróra és Ináncsra, egyébként sem szoktak királydézsmát adni, mondták, mert ezekben a falvakban a földesúr szedi be mindkét, azaz az egyházi (ekkor királyi) és a földesúri tizedet is. A 17. század második felében Kéty már pusztaként szerepelt a kevés számú fennmaradt forrásban, ami nem jelenti a teljes pusztulást vagy elnéptelenedést, csak az adózásra való képtelenséget, a jobbágyok vagy taksás jogállásúak értékelhető termelésének megszűnését. A kamara összeírói 1674-ben Szemere László birtokainak leltárában mint teljesen puszta falut említették.
Az 1696. évi országos adóösszeírás Baktát kuriális faluként, azaz a jobbágyi adózás alól teljesen mentes nemesek településeként tartalmazta, de 1707-ben ismét adófizető településként írták össze, amelytől 1/8 és 1/16 portányi adóképesség alapján követelték az adót. Kéty azonban nem szerepelt az adózó települések között, vagyis valóban puszta lett a török kor végére. 1695-ben Baktán bizonyosan folyt valamilyen paraszti gazdálkodás, ekkor ugyanis a falu több más csereháti faluval (Tengerfalva, Detek, Fáj) együtt megtagadta a dézsmaadást, Kétyet ugyanakkor a puszta falvak között írták össze.

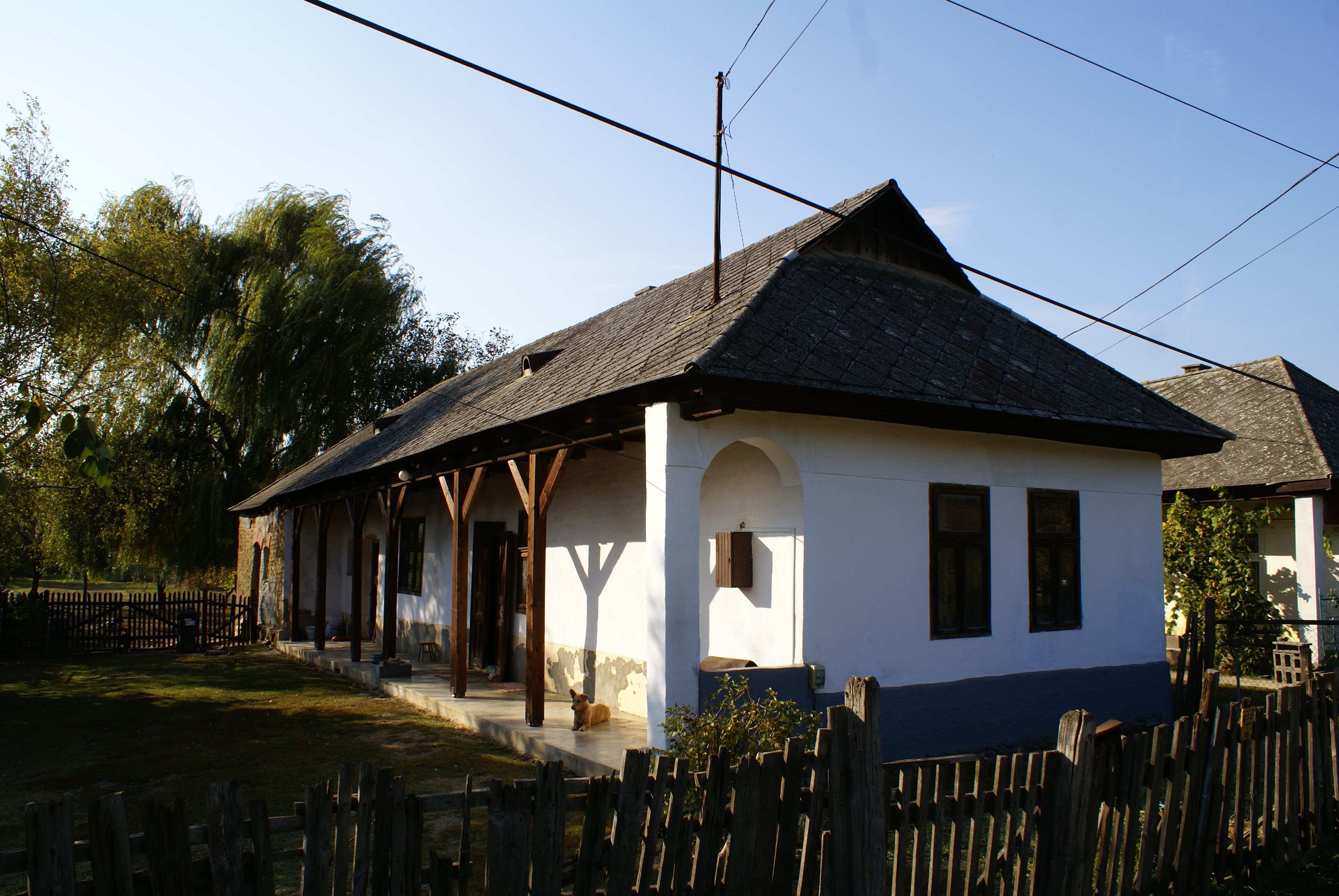
Népi lakóház

1598-ban 10 kétyi jobbágyot dézsmáltak Jakab Jakab bíróságában, összesen 35 kalangya őszi és 3,5 kalangya őszi gabonával. Mindkét faluban foglalkoztak juhászattal is, Kétyen 1597-ben 2 juhász 54 bárány és 31 kecske után adott dézsmamegváltást, Baktán ugyanekkor Juhász Péter bíró 37 báránya és 8 kecskéje után fizetett 1 rhénes Ft 80 dénárt. Kétyen is volt bortermelés a 16. század végén, 1598-ban, amikor Keresztes Pál volt a bíró, 5 jobbágy és 12 extraneus termelő összesen 7,5 köböl és 14 icce dézsmát szolgáltatott. Kéty jobbágysága 1600-tól már nem volt képes dézsmaadásra se gabonából, se borból, igaz, 1606-ban négy helyi jobbágynak még volt 97 dézsmálható báránya és 50 kecskéje. Baktán ellenben 1607-ben 7 helyi és 5 extraneus jobbágy volt képes bordézsmát adni, majd 1612-ben, amikor Csetneki István volt a bíró, 12 helyi és 2 extraneus jobbágynak van szőleje, 1613-ban, Tóth László bíróságában szintén 12 jobbágyot vettek fel a dézsmajegyzékbe, míg 1624-ben, Essigh János bíró mellett már csak 8 jobbágyot írtak össze. A század végén, 1683-ban Bakta mint taksás falu már nem fizetett dézsmát, „szabadságot/mentességet élvezett” a dézsma alól.
Bakta lakosai, a borsodi és abaúji régió legtöbb településéhez hasonlóan, a 16. század második felében a reformáció hívei lettek. A falu egyháza az 1567. évi debreceni zsinaton a Helvét hitvallást aláíró abaúji, más néven kassavölgyi református seniorátushoz (esperességhez) tartozott, amely a 16. század végén egyesült a tornai egyházakkal, és ettől kezdve abaúj-tornai egyházmegyeként működött. Bakta protestáns vallásos közössége, gyülekezete anyaegyház lett, leányházai: Sáp, Beret, Berencs, Tengerfalva és Detek. Az első név szerint is ismert baktai lelkész Palóczi Balázs (1597) volt, akit 1598-ban Athinai Sámuel váltott fel. További ismert református lelkésze volt Cégényi Gergely (1607), Benei Dániel (1610), Vásárhelyi Lukács (1612), Rozgonyi Lukács (1616), Diószegi L. Tamás (1620–1621), Vinnai István (1622–1625), Váradi István (1624), Szikszai B. Pál (1628–1629). Érdekes, hogy Kéty falu nem Bakta, hanem a Kéttyel ugyancsak határos Papi leányegyháza volt. Kéty határában 3 hold föld a papi lelkész javadalmához tartozott. A baktai református hívek 1595-ben a falu kőtemplomát használták, ez lett a templomuk egészen a 17. század végéig. A lelkész vasárnap és ünnepnapokon reggel először a baktai templomban prédikált, utána ment ki a leányegyházakhoz, a vasárnap délutáni istentisztelet is Baktán volt, hét közben könyörgést tartott az anyaegyházban, és bizonyos hétköznapokon prédikált is. Vasárnaponként az ifjúságot hitoktatásban is részesítette. Bakta református közössége a középkori, részben elpusztult, de helyreállított kőtemplomot használta a 16–17. században. A baktai református egyház kiemelkedő donátorai voltak Szemere József és felesége, Zákány Klára (Zákány András borsodi országgyűlési követ lánya), akik a 17. század végén harangot öntettek a baktai templomnak, és 1695-ben úrasztali kelyhet adományoztak a baktai református eklézsiának.
A 17. század végére Bakta és Kéty közül Bakta őrizte meg valamelyest népességének és termelőképességének integritását, Kéty falu puszta lett, és majd csak a 18. századi újratelepítésnél került ismét fel a térképre. Bél Mátyás 1730-as évek elején készült és a 21. századig kéziratban maradt, Abaúj vármegyét latin nyelven leíró monográfiájában így jellemzi a két falut: „Bakta ugyanazon traktusban fekszik, mint Felső- és Alsó-Gagy, a szikszói országút mentén. Tanya-Bakta [helyesen: Ternye-Bakta] néven is ismerik. Itt dombos szántóföldek vannak, rétjei a völgybe futnak le. A falut kétfelől övező dombokon – részben ültetett – makktermő erdők vannak. A helységen átfolyó patak sekély, a szomszédos falu felé folyik el. – Kéty falu Baktával szomszédos, a patak Baktáról folyik be a faluba. Kéty sokáig lakatlan volt, de 1734-ben földesura, Szemere Miklós előrelátóan megengedte, hogy ruszinok telepedjenek le itt. Földje termékeny, ráadásul kiterjedt erdei vannak, amelyek sertések tartására is megfelelőek.”

### 18. század

#### Bakta
Az első adatok Bakta teljes népességének nagyságáról és szerkezetéről a 18. század második feléből maradtak fenn. II. József népszámlálása idején, 1785-ben a település honos népessége 537 főt tett ki, Ludovicus Nagy 1828-ban kiadott statisztikai munkája már 680 lakóról tudott, Fényes Elek 1850-ös keltezésű Geographiai szótára pedig 648 fős lakosságot közölt. Ez a népesség 1785-ben 86 házban lakott, és ez a szám 1828-ra is csak kis mértékben, 89-re bővült. Az 1828. évi országos adóösszeírás adatai szerint 87 személy után fizettek adót a faluban. Az 1760-as évek végén végrehajtott úrbéri összeírásból Bakta kimaradt, ezért ebből a forrásból nem ismerjük sem a földművelő népesség jogállás szerinti megoszlását, sem a jobbágytelkek nagyságát. A józsefi népszámlálásból viszont tudjuk, hogy ekkoriban, az 1780-as évek közepén 20 jobbágyot, 55 házas és 20 házatlan zsellért írtak össze a faluban. Határát Vályi András a „termékeny” jelzővel írta le, és megjegyezte, hogy a falunak szőlőföldjei is vannak, igaz, azok „középszerű” minőségűek. Ugyanő azt is kiemelte, hogy a falu erdeje „makk termő fákkal bővelkedik” (a tölgyes említésével nyilván a makkoltatás lehetőségére utalt) és folyóvízhez is hozzáfér.
Etnikai szempontból a statisztikai írók magyarnak írták le, ebben Korabinszky János Mátyás 1786-ban kiadott földrajzi lexikonja, továbbá Vályi András és Fényes Elek már idézett munkái egyetértenek. Felekezetileg vegyes volt a község lakossága. A településen többséget alkottak a protestáns felekezetek, amelyekhez együttesen 461 lélek tartozott 1828-ban. Baktán református eklézsia működött, amely az 1850-es kiadvány szerint 380 lélekre terjedt ki, de a kálvinisták mellett 64 evangélikus is élt a faluban. A katolikus népesség 1828-ban 157 főt tett ki, ezen a csoporton belül a római katolikusok 81-en, a görög katolikusok 57-en voltak 1850-ban. A keresztény lakosságon kívül zsidók is éltek a faluban, II. József magyar király népszámlálása idején13 házas férfit regisztráltak, és ez az izraelita közösség volt az egész járásban a legnépesebb csoport. Ludovicus Nagy megemlíti, hogy a 62 fős zsidó népességű Baktán zsinagóga is működött, és az ugyanebben az évben végrehajtott országos összeírás helyi adatai szerint a 40 adózó háztartás családfői közül 14 volt zsidó.
A falu egyik érdekessége társadalmi szempontból, hogy aránylag népes nemesség lakta: a 235 fős keresztény férfi és fiúgyermek népességből 26-an nemes jogállásúak voltak a II. József-féle népszámlálás szerint. Birtokviszonyairól csak annyit közölnek a statisztikus írók (Vályi és Fényes), hogy több földesúr között oszlott meg a termőföldje. A református gyülekezet anyakönyvéből más nemes családok neveit is megtudjuk (pl. Bassó, Hatházi, Pap, Szemere, Szőke), akiket olykor közbirtokosként említenek.
A falu történetének meghatározó eseménye a 19. század első felében a kolera első magyarországi járványa. Ekkoriban jellemzően 10-15 főt temettek évente a gyülekezetben, 1831-ben viszont csak július vége és szeptember eleje közt 41 esetben írta be az akkori lelkész halálokként az eleinte a „pestis, vagy dögletes nyavalya”, majd utóbb a „cholera” néven említett betegséget, és a teljes évben az elhunytak száma 62-re rúgott. Az akkori lelkipásztor, Kiss János fontosnak tartotta „a késő maradéknak emlékezetére, tudomására írásban” meghagyni egy hosszú bejegyzésben, hogy már az addig ismeretlen betegség megjelenése előtt általános volt a nyomor a rossz mezőgazdasági év miatt, hogy „a füvek gyökereit is kéntelenítettek enni az igen szegény emberek és tsak a Jó Isten különös Gondviselésének lehetett köszönni, hogy mind rakásra nem hullottak és el nem vesztek, míg új kenyérre kaphattak”. Ám „a Napkeleti Kolera név alatt” „e mi helységünkben és másutt is dühösködő” ”az emberi nemet pusztító nyavalya” következtében „számtalan sok mezei munkásoknak kelletett nagy hirtelenséggel a halál szerentsétlen áldozatjává lenni, amint ezt a mi ezn halottas tabellánk nyilván bizonyítja”. Ettől kezdve sem a kolera nem tért vissza a faluba egészen 1873 nyaráig, az utolsó nagy magyarországi kolerajárványig, sem hasonló mértékű halálozás nem történt.

#### Kék (Kéty)
A 18. század utolsó harmadától állnak rendelkezésre megbízhatónak tekinthető adatok a teljes népesség nagyságáról és megoszlásáról. Az ekkoriban változatosan Kétty (Korabinszky 1786), Ketti (Vályi 1797) vagy Keti (Nagy 1828) formában néven említett faluban II. József népszámlálása idején 313 fő honos népességet regisztráltak, 1806-ban 260-at, 1828-ban viszont csak 178-at. Ez a csökkenés megmutatkozik a házak számában is: míg az 1780-as évek közepén 46 házat találtak az összeírók, Ludovicus Nagy 1828-as adata szerint csak 26 ház állt a faluban. A település nagyságát más szempontból jellemzi, hogy az úrbéri összeírás idején, az 1760-as évek második felében 18 jobbágyteleknek megfelelő művelés alá vont földről, 567 holdnyi területről szólnak az iratok, és a józsefi népszámlálás korszakában 20 jobbágy, 40 házas és 13 házatlan zsellérnek és családjuknak biztosított megélhetést a falu határa. A föld termőképességét a kortárs Vályi András közepesnek minősítette. A települése sajátossága, hogy ez a környékéhez képest széles határral rendelkező falu egyetlen birtokos kezében volt, legalábbis az úrbéri összeírás idején, amikor Szathmáry Anna volt a földesúr. Vályi András 1797-ben egy Fáy családhoz tartozó férfit említ földbirtokosként.
A település népessége ezekben az évtizedekben aránylag homogénnek számított, különösen a térség keverten katolikus és protestáns falvaihoz képest. Ludovicus Nagy helységnévtára 154 katolikus mellett csak 5 protestáns lakost említ, valamint azt, hogy görög katolikus gyülekezet működik a településen. Az utóbbi egyházközség késő barokk temploma 1816 és 1820 között épült fel. A népességet Korabinszky német nyelvű kötete szlováknak, Vályi András a „tót” szóval írta le, Kacsinkó Adrián viszont tiszta ruszin közösségként azonosította. Valószínűleg a 19. század első évtizedeiben települtek be zsidók is a faluba: Nagy adatai szerint 19 izraelita élt Kéken, az ugyanabban az évben végrehajtott országos adóösszeírás viszont a 37 helyben regisztrált háztartás közül egyik sem zsidó családhoz kapcsolódott. Az 1788-ban kezdett görög katolikus anyakönyv szerint az akkori plébános, Halosnyai István, majd utódai tevékenysége nem csak Kékre terjedt ki, hanem számos környező településre is, így Alsó- és Felsőgagyra, Csobádra, Fancsalra és Hájra is. Az évi 50 körüli keresztelésnek többnyire a felénél kisebb része érintett helyi családot. A falu életének megrázó eseménye volt az 1831. évi kolerajárvány, amely az általában 30-45 körüli évenkénti halálozást ebben az esztendőben 139-re emelte.

### 19. század (Bakta és Kéty)
Bakta népessége a 19. század végén meghaladta a 600 főt (1880-ban 590 fő, 1900-ban 633 fő), Kétyé ennek a felét érte el (287 és 328 fő), az elvándorlás azonban mindkét falura jellemző volt.
A lakosság etnikai és felekezeti megoszlása számottevően különbözött. Baktán magyarok éltek, a többségük református (1880-ban 323 fő, 55%), a római katolikusok száma 108, a görögkatolikusoké 61, az evangélikusoké 52 és az izraelitáké 46 fő. Az elnéptelenedett Kétyet a 18. században görögkatolikus ruszinokkal telepítették be, akik magyarosodásáról, illetve a nyelvcsere dinamikájáról az asszimilációs politikának alárendelt, olykor ellentmondó statisztikai adatok alapján nehéz pontos képet alkotni. Fényes Elek 1851-ben Kétyet „orosz falunak” nevezte, 1880-ban mindössze 5 „tót”, 1900-ban viszont 43 rutén anyanyelvű lakost írtak össze, akik valamennyien beszéltek magyarul. A felekezeti homogenitás a századfordulóig megmaradt: a népesség 90%-a (294 fő) görögkatolikus, rajtuk kívül 22 római katolikus, valamint 6–6 református és izraelita élt a faluban. Az alfabetizáció ugyancsak eltérő ütemben terjedt a két településen. Baktán 1880-ban az össznépesség 52%-a, Kétyen 42%-a tudott írni és olvasni, ami 1900-ra 66 és 60%-ra (a 6 éven felüli népesség körében 78 és 72%-ra) emelkedett.
A földhasznosítás különbsége a birtokszerkezeti és a tulajdonosi csoportok közötti eltérésekkel függhet össze. A nagyobb határú Baktán a századfordulóig száz hold feletti (urasági eredetű) birtokok maradtak meg, ezért alacsonyabb a szántóföldek (1318 kataszteri hold, 63%) és magasabb a rétek és a legelők (344 hold, 16%), valamint az erdők részesedése (350 hold, 17%). Kétyen, a paraszti közösségben az erdőirtás, továbbá a rétek és a legelők feltörése intenzívebben zajlott, ezáltal a szántók területe 1895-ig 844 holdra (a faluhatár 79%-ára) emelkedett, a réteké és a legelőké 81 holdra, az erdőké 127 holdra csökkent.
A birtokok megoszlására az 1860-as években lezáruló határrendezéskor készült összeírás utal. Baktán, ahol nagyszámú köznemes élt, az allodiális eredetű földek aránya 36% (742 hold), a volt jobbágyok 701 holddal, a volt úrbéres zsellérek 80 holddal rendelkeztek. (Több nemesi tulajdonos birtoka az 1 holdat sem érte el, és a földjeiket sokan a parasztoknak adták bérbe.) Kétyen az úrbéres eredetű földek aránya 70% (a parasztoknak nagyobb telekhányada volt, mint Baktán), és a település egykori földesura, gróf Fáy István az 1850-es években csődbe jutott. Körülbelül 300 holdas részbirtokát fancsali Joób Ferenc és Vendel vásárolta meg, majd a következő évtizedekben a parasztok tulajdonába került.
Baktán a birtokosokat sújtó tőkehiány enyhítésére sajátos (talán a családi-rokoni kapcsolatokkal átszőtt nemesi közösség tradíciójában gyökerező) kísérlet történt. Bassó Bertalan, a Kassára került tisztviselő (földadó-nyilvántartó biztos) kezdeményezésére alakult meg 1878-ban az Abaúj-baktai Népbank, mint szövetkezet, mely az önsegélyezést és a vállalkozást egyesítve, az agrártermelők és az iparosok hiteligényét kívánta ellátni. Alaptőkéje 150, egyenként 30 forintos részjegyből állt, az igazgatóságba Bassó Bertalant, Dienes János lelkészt, Tóbiás Jánost, Bodnár Boldizsárt, Bassó Sándort és Abosi Istvánt választották. (A népbankot egy évtized múlva, 1887-ben felszámolták.)
A baktai 100 holdon felüli birtokosokat az 1895-ös gazdacímtárból ismerjük. A régi nemesi családból származó Szentimrey Lajos, a Magyar Történelmi Társulat tagja 477 holddal, a birtokát alagcsövező Bassó József a fivérétől, Bertalantól bérelt földdel együtt 572 holddal, Tóbiás János bíró és presbiter 112 holddal rendelkezett. Tóbiás a Millennium évében kezdeményezte és 100 forinttal támogatta az új református iskola megépítését, de a közéleti aktivitás számára előnyökkel is járhatott, mivel saját birtokát az egyház ingatlanának bérletével egészítette ki.

### 20–21. század
1950-ben Bakta néven egyesült Bakta és Szárazkék, majd nevét 1951-ben Baktakékre változtatták.

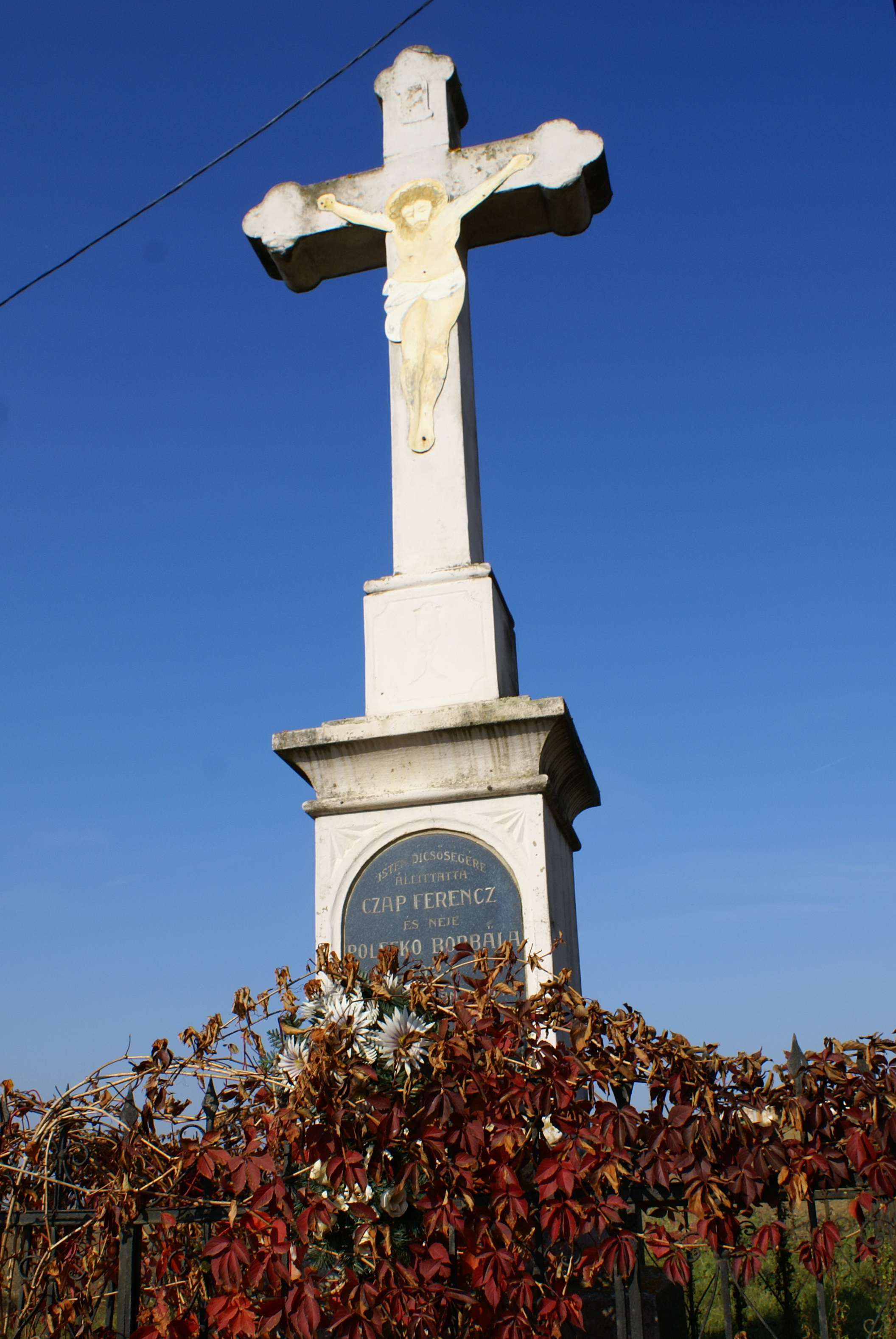
Czap család által állíttatott feszület

Bakta 1902-ben körjegyzőség székhelye lett, amihez Bakta, Szárazkék (1905 előtt Kéty), Beret és Detek tartozött. A trianoni békeszerződés előtt Bakta és Szárazkék is Abaúj-Torna vármegye Szikszói járásának volt a része. 1910-ben Bakta 2 161 kat. holdon (= 1 244 hektár) terült el, lélekszáma 683 volt. A túlnyomórészt magyar anyanyelvű (677 fő) községben mindössze 5-en vallották magukat tót és 1 személy egyéb anyanyelvűnek. Vallási tekintetben református (345 fő) dominancia volt jellemző, de jelentős számban éltek itt egyéb felekezetűek is: római katolikusok (166 fő), görög katolikusok (84 fő), evangélikusok (54 fő) és izraeliták (34 fő). Szárazkék Baktáénál nagyjából feleakkora területen, 1 102 kat. holdon (= 634 hektár) terült el. Ebben a községben az 1910-es statisztika szerint 326 fő élt, akik közül 312-en voltak magyar és 14-en tót anyanyelvűek. A település legtöbb lakója (280 fő) a görög katolikus egyház tagja volt, mellettük mindössze 24 római katolikus, 18 református és 4 izraelita hívő élt itt. A gazdasági ágak közül mindkét községben, de különösen Szárazkéken a mezőgazdaság volt meghatározó, ami csak az 1970-es évekre változott meg az agrár-ipari jellegűvé váló, már egyesített Baktakéken.
Az első világháború kitörésének folyományaként 1914. július 31-én érkezett meg Baktára és Szárazkékre az általános mozgósítást elrendelő parancs. Baktáról 74 fő, Szárazkékről 50 fő vonult be, sokan közülük sosem tértek haza. A baktai áldozatok voltak Ambrus István, Ambrus Pál, Balázs Pál, Demeter József, Dudics Ferenc, Kőszegi József, Lezsák István, Luterán András, Meskó Pál, Nagy András, Petalik Ferenc, Szalipszki András, Tiszkó István, Tiszkó János, Vansz János, Varga János és Varga József. Szárazkék halottjai pedig Czap András, Czap András, Czap Ferenc, Czap János, Dudics János, D. Gyurica Lajos, D. Gyurica Mihály, Kuruc Mihály, Polefkó Bálint, Resko Ferenc, Szarka András és Tar András. Mindkét faluban tábla őrzi a hősök emlékét: Baktán a református, Szárazkéken a görög katolikus templom falában.
Az őszirózsás forradalom az első világháború végén kevéssé érintette a községeket, a Tanácsköztársaság már inkább. Baktán Csaba István lelkész vette kézbe az irányítást, Dankó István és Kiss István vöröskatonák a Tanácsköztársaság érdemérme kitüntetésben is részesültek. A tanácskormány 1919. augusztus 1-i bukását követően románok szállták meg a két falut, ahonnan csak november végén távoztak.
A trianoni békeszerződés közigazgatási változásai következtében Bakta és Szárazkék is az Encsi járás részévé lett. Az 1920. évi népszámlálás szerint Bakta népessége 641 főre csökkent, Szárazkéké azonban 367-re növekedett. Baktán két németajkú lakos kivételével mindenki a magyart vallotta anyanyelvének. A reformátusok megőrizték fölényüket (368 fő) a római katolikus (105 fő), görög katolikus (69 fő), az evangélikus (60 fő) és izraelita (39 fő) hívekkel szemben. Szárazkék lakossága két rutén anyanyelvű lakostól eltekintve szintén teljesen magyar anyanyelvű volt. Vallási téren a görög katolikusok (306 fő) dominanciája megmaradt annak ellenére is, hogy a reformátusok (30 fő), a római katolikusok (21 fő) és az izraeliták (10 fő) is növelni tudták létszámukat. 1941-re mindkét község lélekszáma nőtt: Baktáé 706 főre, Szárazkéké 389 főre. Az anyanyelvi adatok lényegesen nem módosultak és a baktai református (378 fő), ill. szárazkéki görög katolikus (296 fő) többség sem, de mindkét településen jelentősen emelkedett a római katolikusok száma (178 ill. 70 főre), miközben csökkent az izraelitáké (17 ill. 2 főre).
Az 1920-as években a községek anyagi nehézségekkel küzdöttek, amik a nagy gazdasági világválsággal csak fokozódtak. A 19. század végi filoxéra|vész következtében háttérbe szorult az addig jelentős szőlő- és bortermelés, s a gabonatermesztés súlya nőtt meg. Az állattartás terén a juhtenyésztés mellett a szarvasmarha- és sertéstartás vált egyre fontosabbá. 1931-ben Bakta legnagyobb birtokosa Szentimrey Pál volt 418 kat. holddal, miközben a falu parasztságának többsége 0–5 kat. hold nagyságú földet tudhatott magáénak. Valamivel jobb volt a helyzet Szárazkéken, ahol erősebb volt a középparasztság. Baktán hengermalom is működött Regitkó Pál tulajdonában, a környék legnagyobb vegyeskereskedése pedig Grosz Lajosé volt. Az 1920-ban, Csabay István református lelkész kezdeményezésére alakult Hangya Fogyasztási Szövetkezet szódavíz gyártásával foglalkozott. 1921. évi forgalma negyed millió korona volt.
Az első világégéshez hasonlóan, Bakta és Szárazkék népe a második világháború erőfeszítéseihez is hozzájárult. A községek hősi halottjai lettek Bukszár János, Czap Béla, Drozda József, Ducsai Lajos, Finta Pál, Girhiny János, Gyuricza András, Hegedűs Gábor, Hédervári László, Hudopkó Mátyás, Jablonkai István, Kiss István Pál, Kitta János, Krajnyák Bálint, Létási István, Lipusz István, Lukács Ferenc, Meskó János Béla, Meskó Miklós, Nagy Ferenc, Pásztor Ferenc, Petró András, Petró János, Szalipszki János, Szádvári Sándor, Tima Lajos és Tondora Ferenc. Az áldozatok száma tovább növekedett az elhurcolt zsidó lakosokéval. Czeisler Ignác, Czeisler Ignácné, Fischman Mór, Fischman Mórné, Fischman Rezső, Fischman Ernő, Fischman Márton, Fischman Klára, Grosz Lajos Grosz Lajosné, Grosz Vilmosné, Grosz Judit, Grosz Sándor, Grosz Sándorné, Hager Dezsőné, Hager Éva, Schäffer Mór, Schäffer Mórné és Schäffer Kató Baktáról, özv. Weltman Mórné, Weltman Sándor és Weltman Árpád Szárazkékről került elhurcolásra.
A községeket román egységek szabadították fel 1944. december 17-én. A háború utáni első népszámlálás 1949-ben 691 lakost regisztrált Baktán, míg Szárazkéken 386-ot. A felekezetek között Baktán a reformátusok (54,7%) megőrizték elsőségüket, s ugyanígy a görög katolikusok (77,7%) is Szárazkéken. Bakta egyike volt azon kevés kistelepülésnek, ahová, ha minimális számban is, de tértek vissza a megpróbáltatásokat túlélt zsidó emberek (0,6%). A szocializmus alatt az egyesített község népessége csökkent. Az 1990. évi népszámlálás idején már csak 740 fő volt.
A legfontosabb második világháború utáni közigazgatási változás a községek életében az 1950. szeptember 6-i egyesülés volt. Bakta – 1951-től Baktakék néven – Borsod-Abaúj-Zemplén megye Encsi járásába kapott besorolást. 1950-ben önálló tanácsú község maradt, első tanácselnöke Finta Ferenc lett, vb titkára Takács Balázs. Majd 1966-ban Berettel és Detekkel közös községi tanács szerveződött, melynek székhelye Baktakék lett. Az 1978-as év végén Alsógagy, Csenyéte, Felsőgagy és Gagyapáti is csatlakozott az immár hét település alkotta közös tanácshoz.

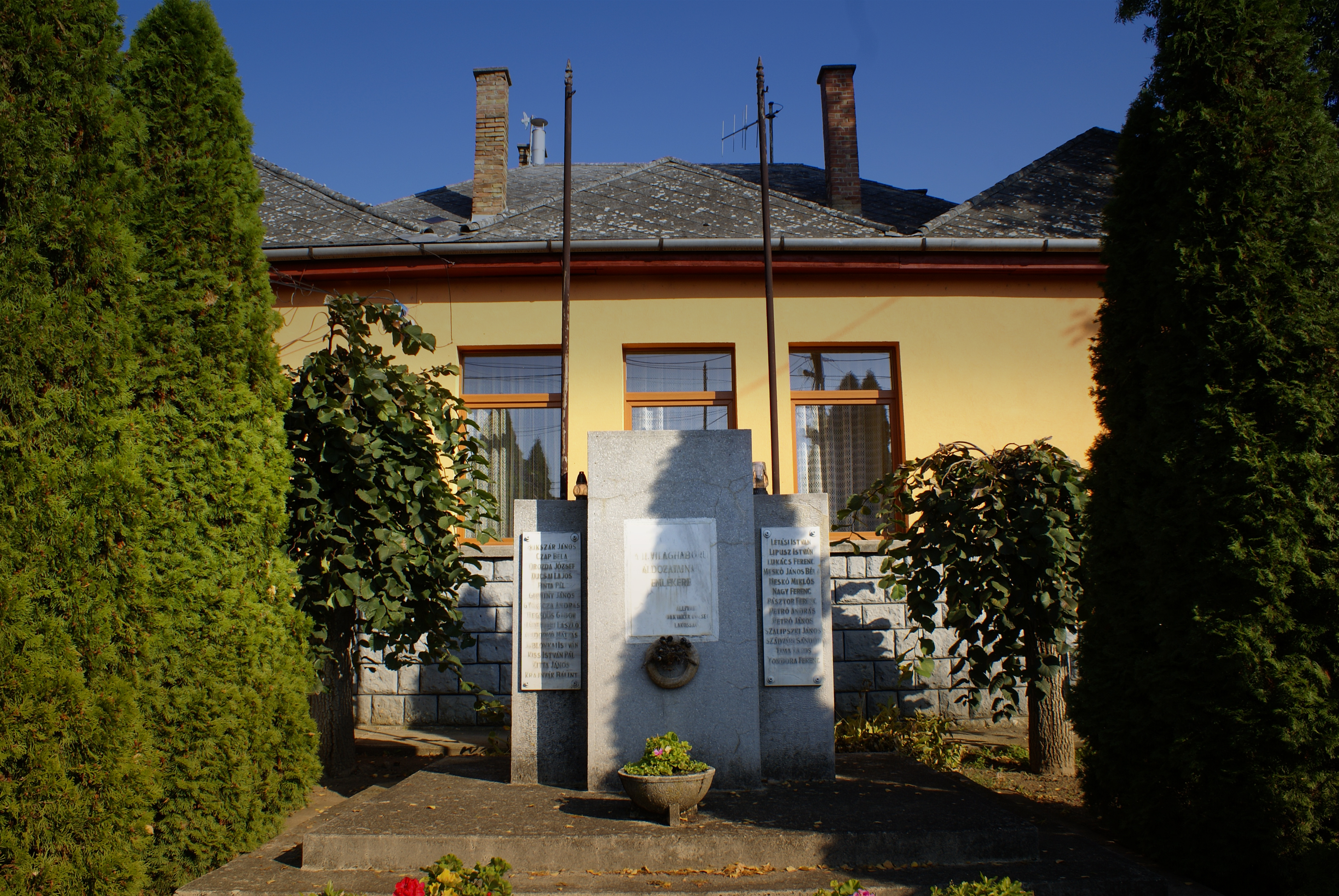
II. világháborús emlékmű

A nagybirtokrendszer megszüntetéséről szóló 1945. márciusi rendelet megjelenését követően Baktán és Szárazkéken is megalakult a Községi Földigénylő Bizottság és megkezdődött a földosztás. 1946-ban létrejött a baktai Földműves Szövetkezet, ami 1948-ban Új Barázda néven termelőszövetkezeti csoporttá alakult. Vezetője Szádvári Ferenc lett. Ugyanebben az évben Fischman Gyula elnökletével megalakult egy másik, Szabad Föld elnevezésű szövetkezeti csoport is. A kettő egyesülésekor, 1949-ben jött létre a Szabad Föld Tsz., de a lakosság többsége a belépés ellen foglalt állást, s hamarosan megindult a kuláknak nyilvánított személyek elleni zaklatás. Szárazkéken 1948-ban alakult az Új Élet, majd 1955-ben a Béke téesz. A községek időközbeni egyesülése ellenére a téeszek egyesítésére csak 1965-ben, Szárazvölgy Mezőgazdasági Termelőszövetkezet néven került sor. Ehhez csatlakozott 1973-ban Beret és Detek is.
Az 1956-os forradalom eseményei folytán Baktakéken október 27-én községi munkástanács alakult Ducsai István tanácselnök vezetésével. Szunyog Lajos vb titkárt utóbb menesztették, a Béke Tsz. pedig feloszlott. A forradalom leverése és a munkástanács megszüntetése után az MSZMP szervezőbizottsága Fonyi István vezetésével alakult meg 1957. február 4-én. A forradalmi eseményekben való részvételért három személyt állítottak bíróság elé 1958-ban. Közülük Mádi Ferencet felmentették, Papp Gyulát és Bosnyák Andrást azonban börtönbüntetésre ítélték.
Az egyesített község a szocializmus idején szépen fejlődött. Művelődési ház, könyvtár és mozi létesült, 1961-ben megépült a körzeti iskola, 1972-ben az óvoda, de új orvosi és védőnői, valamint fogorvosi rendelő is épült, és korszerűsítették az úthálózatot. 1953-ban megtörtént a település teljes villamosítása, de a vezetékes ivóvíz és a gáz bevezetésére csak a rendszerváltás után, 1991-ben és 1996-ban került sor.
A munkanélküliek aránya országos átlag feletti, a munkahelyek száma meglehetősen kevés. A településen óvoda, iskola, háziorvosi és fogorvosi rendelő, valamint gyógyszertár működik, de bölcsődei, gyermek- és szakorvosi ellátásra csak Encsen van lehetőség. A legközelebbi kórház Szikszón, mintegy 30 km-re, a legközelebbi vasútállomás Forró-Encsen 11,2 km-re található. A település közös önkormányzati hivatalt fenntartó község, a hivatal székhelye Szalaszend. Baktakéken roma nemzetiségi önkormányzat működik.

## Iskolaügy
A szárazkéki görögkatolikus elemiről szinte semmilyen információ nem maradt fenn, ellentétben a baktai református iskolával. Ez az elemi 1898-ban új épületet kapott, tanulóinak száma 1904-ben 101 volt. Fidler István tanító tervei alapján 1914-ben kezdték kéttantermessé átépíteni és ekkortájt emelték fel a tanítók számát kettőre. Az első női tanító 1914-ben Nagy Erzsébet lett. Az első világháború által okozott anyagi nehézségek következtében 1919-ben iskolafenntartási díjat vezettek be és felemelték a beiratkozási díjat is. Tetézte a gondokat, hogy 1923-ban a tanítói és tanítónői állás is megüresedett, s a gyereklétszám csökkenése miatt végül csak a tanítói pozíciót töltötték be. 1927-ben lett újra két tanítója az iskolának, de az intézmény folyamatos segélyezésre szorult. 1940-ben törvény rendelte el a nyolcosztályos népiskolák kialakítását, ám ez Baktán csak a második világháborút követően tudott megvalósulni. Azon kevesek, akik a hat elemi elvégzése után továbbtanultak, Trianon előtt Kassán, azután pedig Miskolcon tehették meg. Számuk Baktán és Szárazkéken mindössze nyolc volt 1941-ben, igaz, közülük négyen egyetemet is végeztek. A második világháború idején tovább romlottak a lehetőségek, s végül a felekezeti iskolákat államosították.
A háború után újra induló oktatás Baktán két, Szárazkéken egy tanító irányításával történt. 1950 szeptemberében a két iskolában megosztva kezdődött a tanítás: Szárazkéken csak az első négy évfolyamon, Baktán nyolc évfolyamon. Ekkortól az iskola folyamatosan fejlődött, nőtt a pedagógusok száma és 1961-ben új, öt tantermes iskola épült, ami később további négy tanteremmel bővült. A szárazkéki iskolát nevelői lakássá alakították, miközben a baktatéki körzeti iskolaként hét település gyermekeit fogadta. Első igazgatója 1948 és 1987 között Dienes László volt. A tanulói létszám az 1965/66-os tanévben volt a legmagasabb, 346 fő. A rendszerváltáskor, 1990/91-ben már csak 166 diák látogatta. Napjainkban a nyolc évfolyamos Baktakéki Körzeti Általános Iskola egyetlen tagintézménnyel működik Csenyétén, ahol azonban csak alsó tagozatos oktatás folyik. A 2020/21-es tanévre beiratkozott diákok száma a két telephelyen összesen 309 volt.

## Közélete

### Polgármesterei
- 1990–1994: Dr. Hajdú Lajos (SZDSZ)[98]
- 1994–1998: Dobos Dénes (független)[99]
- 1998–2002: Dobos Dénes (független)[100]
- 2002–2006: Dobos Dénes (független)[101]
- 2006–2010: Dobos Dénes (független)[102]
- 2010–2014: Soltész János (független)[103]
- 2014–2019: Soltész János (független)[104]
- 2019–2024: Soltész János (független)[105]
- 2024– : Soltész János (független)[1]

## Népesség
A település népességének változása:
| Lakosok száma | 742  | 735  | 724  | 752  | 802  | 786  | 790  |
|               | 2013 | 2014 | 2015 | 2021 | 2022 | 2023 | 2024 |

2001-ben a településen a lakosságnak 75%-át magyar, a 25%-át cigány nemzetiségű emberek alkották. Ezenkívül 1 magát szlovák nemzetiségűnek valló személy is élt a településen.
A 2011-es népszámlálás során a lakosok 99,7%-a magyarnak, 40,4% cigánynak mondta magát (0,3% nem válaszolt; a kettős identitások miatt a végösszeg nagyobb lehet 100%-nál). A vallási megoszlás a következő volt: római katolikus 18%, református 24,7%, görögkatolikus 30,6%, felekezet nélküli 8,9% (16,7% nem válaszolt).
2022-ben a lakosság 94,1%-a vallotta magát magyarnak, 34,8% cigánynak, 0,5% ruszinnak, 0,4% németnek, 0,1-0,1% bolgárnak, szlováknak és szlovénnek, 1,1% egyéb, nem hazai nemzetiségűnek (5,9% nem nyilatkozott; a kettős identitások miatt a végösszeg nagyobb lehet 100%-nál). Vallásuk szerint 13,5% volt római katolikus, 15,5% református, 47,4% görög katolikus, 0,9% evangélikus, 0,1% egyéb keresztény, 4% felekezeten kívüli (18,6% nem válaszolt).

## Nevezetességei
- A településen áthalad az Országos Kéktúra.
- Késő barokk görög katolikus templom (1816–1820) 17–18. századi, Galíciából származó ikonokkal és körmeneti kereszttel. A templomban időnként római katolikus istentiszteletet is tartanak.
- Katalin Kilátó

## Híres emberek
Dienes János (1884–1962) baktai születésű Munkácsy-díjas (1953) festőművész az első világháború idején költözött Debrecenbe, ott is halt meg.
Szigethy Ferenc (1892–1969) pap-költő, az 1943–1950 közötti időszakban az utolsó közös lelkésze Bakta és Abaújdevecser református gyülekezetének. Számos verseskötete megjelent, köztük a Tábori posta (1916), Nehéz idők (1920), Vidéki versek (1925), Szavalókönyv (1926), Ezüstharangszó (1932), A lélek szól hozzátok (1939), Levelek a harctérre katonafiamhoz (1942).
Petrássy Miklós (1886–1964) kétyi születésű orvos. A második világháborúban orvos-őrnagyként szolgált a Magyar 2. hadseregben. Hazatérve alezredesi rangot kapott és a miskolci hadikórház parancsnoka lett, majd ezredessé léptették elő. 1946-ban félreállították. Visszatért szülőfalujába, ahol magánorvosként próbált megélni, de osztályidegennek nyilvánították, és újra el kellett hagynia Baktakéket. 1992-ben, posztumusz tábornokká nevezték ki.